# Constantin Petrovicescu
Constantin Petrovicescu (n. 22 octombrie 1883, Târgu Jiu – d. 8 septembrie 1949, penitenciarul Aiud) a fost un general, jurist (doctor în drept) și politician român, ministru de interne în guvernul Statului național-legionar (14 septembrie 1940 - 21 ianuarie 1941).

## Biografie și carieră militară
Constantin Petrovicescu s-a născut la data de 22 octombrie 1883, în orașul Târgu Jiu. A urmat studii la Școala Militară de Infanterie din Craiova (1896-1899), la Școala de Ofițeri din București (1899-1900) și apoi la Școala Militară de Infanterie și Cavalerie (1906-1908).
A participat la Războiul de Reîntregire Națională, în cadrul Marelui Cartier General, apoi ca șef de stat major la Comandamentul Teritorial Basarabia.
În cadrul Marelui Stat Major, în baza Referatului nr. 224 din 28 martie 1920, în cadrul Diviziei a II-a, la 1 aprilie 1920, se înființează Secția VI Istoric, cu două birouri, locotenent-colonelul pe atunci, Petrovicescu, fiind încadrat ca șef de birou, cu misiunea de a rezuma în documente, operațiile militare ale Armatei Române în Primul Război Mondial.
A fost comisar regal pe lângă Corpul de armată de la Chișinău până în anul 1933, când a fost avansat la gradul de general de brigadă și consilier în Consiliul de Război.
Petrovicescu a fost trecut în rezervă la 4 septembrie 1938, invocându-se „atitudinea avută în procesul Codreanu”, când a cerut achitarea legionarilor Corneliu Zelea Codreanu și a generalului Gheorghe Cantacuzino-Grănicerul în procesul intentat acestora după asasinarea primului ministru I.G. Duca.
La 25 octombrie 1940, prin decretul generalului Ion Antonescu, prim-ministru al guvernului național-legionar, Petrovicescu, ministru de interne din partea Mișcării Legionare, a fost avansat retroactiv la gradul de general de divizie cu vechime de la 1 iunie 1938 și reintegrat în cadrele active ale armatei.
După participarea la rebeliunea legionară din 21-23 ianuarie 1941, este arestat, degradat - conform generalului de corp de armată Constantin Pantazi. și condamnat la 7 ani închisoare în 16 iunie 1941, după trei ani pedeapsa fiindu-i comutată în domiciliu obligatoriu, la Sibiu. Mareșalul Ion Antonescu a intervenit și el, personal, în procesul lui Petrovicescu, așa cum menționează o notă datând din 4 iunie 1941, din jurnalul zilnic al acestuia : "12,35 - 12,50 - Dl. General [Aurelian] Son: cere instrucțiuni în privința procesului D-lui General Petrovicescu, care începe mâine.".
După Lovitura de stat de la 23 august 1944, Petrovicescu este re-arestat și inculpat în cadrul „lotului Antonescu-Sima” în  Procesul Marii Trădări Naționale, fiind condamnat în 6 mai 1946, la detenție grea pe viață și confiscarea bunurilor personale în folosul statului, cu titlu de despăgubiri.
Petrovicescu moare în detenție, la închisoarea din Aiud, la 8 septembrie 1949.

## Activitatea politică

### Raporturile cu Mișcarea Legionară
În data de 17 martie 1934, generalul Constantin Petrovicescu, în calitate de Comisar al Regelui, alături de completul militar de judecată - Generalul Gheorghe Cantacuzino-Grănicerul, fiind militar, nu putea fi judecat decât de judecători cel puțin egali cu el în grad, astfel că s-a adoptat această formulă de tribunal - format din generalul Ignat, ca președinte și de generalii Costandache, Cămănescu, Dona și Filip, ca membri, au judecat în procesul intentat unui număr de 52 de căpetenii ale Mișcării Legionare, printre care Corneliu Zelea Codreanu și generalul Gheorghe Cantacuzino-Grănicerul, în legătură cu asasinarea fostului prim-ministru I.G. Duca pe peronul gării Sinaia, în data de 29 decembrie 1933, de către o echipă de trei legionari, numiți ulterior Nicadori. Procesul s-a ținut la Consiliul de Război al Corpului II de Armată, cu sediul la cazarma de la Malmaison, București, în prezent clădirea IPROCHIM în ruine din Calea Plevnei, nr. 137A. Generalul Petrovicescu, în calitate de Comisar Regal, a declarat că respinge total acuzațiile împotriva inculpaților din conducerea Mișcării Legionare - generalului Cantacuzino,  Corneliu Codreanu, și celorlalți conducători - și a cerut achitarea lor, considerând drept singuri vinovați pe cei trei autori ai atentatului, așa-numiții Nicadori.
În 1935, între 17 și 19 Aprilie, la Craiova, s-a desfășurat Congresul General Studențesc, aprobat de autorități. Generalul Constantin Petrovicescu este invitat și participă la congres. În 1946, la procesul "Marii Trădări Naționale", acuzatorul public, avocatul Vasile Stoican, îi va pune întrebarea dacă a participat la congres „făcând elogiul legionarilor”, la care acuzatul a răspuns că „nu a vorbit absolut nimic despre Mișcarea Legionară acolo”.
La procesul intentat lui Corneliu Zelea Codreanu, desfășurat între 23 și 26 mai 1938, în care acesta era acuzat de înaltă trădare și cârdășie cu șeful unei puteri străine, Petrovicescu, împreună cu o serie de o lideri ai culturii, oameni politici și militari, ca Iuliu Maniu, Alexandru Vaida-Voevod, Sextil Pușcariu, Traian Brăileanu, Simion Mehedinți, dr. Ion Cantacuzino, Eugen Chirnoagă, Mihail Manoilescu, Nichifor Crainic, Traian Herseni și generalii Ion Antonescu și M. Racoviță, au depus mărturie în favoarea acuzatului.
În afară de aceste trei episoade nu sunt cunoscute alte contacte ale lui Petrovicescu cu Mișcarea Legionară. Horia Sima, Comandantul Mișcării Legionare între 1940 și 1993, subliniază acest fapt într-un articol din 1965, precizând că Petrovicescu n-a fost niciodată legionar înscris ca membru.

### Ministru de Interne
În data de 14 septembrie 1940 Petrovicescu a fost numit în funcția de ministru al afacerilor interne în cadrul guvernului lui Ion Antonescu. În privința autorului numirii acestuia, există mai multe ipoteze. Horia Sima afirmă că el însuși i-ar fi cerut generalului retras la Sibiu, să participe la formarea guvernului, menționând :
„ A fost unicul membru din cabinet asupra căruia nu am avut discuții cu Conducătorul. L-a acceptat din primul moment și cu vădită satisfactie: „E un soldat conștiincios și un om de ordine. Mă bucur că îl vom avea la Interne”.”
Gen. Constantin Pantazi vorbește despre „o numire cu acordul Gărzii de Fier și a gen. Antonescu”,, iar principele Mihail Sturdza vorbește despre „o înțelegere formală între Horia Sima și Ion Antonescu, „confirmată” de către regele Mihai” la formarea guvernului. Indiferent cine a adus la numirea lui Petrovicescu la conducerea Ministerului de Interne, acesta a intrat în guvern în baza repartiției portofoliilor între general și Mișcarea Legionară propulsați la conducerea țării după 6 septembrie 1940. 
În calitate de ministru de interne, Petrovicescu a avut întâlniri aproape zilnice cu Conducătorul statului, întâlniri consemnate în jurnalul de activitate al acestuia, precum asasinatele de la Jilava din noaptea de 26/27 noiembrie 1940, și a doua zi, măsurile întreprinse pentru identificarea făptașilor, consemnând și asasinarea profesorilor Virgil Madgearu și Nicolae Iorga.
Nici lucrarea Pe marginea prăpastiei, un fel de rechizitoriu al guvernării legionare - prin perspectiva Conducătorului statului - nu oferă multe amănunte privind activitatea lui Petrovicescu în cele 130 de zile cât a ocupat postul de ministru de interne, până la destituire, ca urmare a asasinării maiorului Döring, acest „brav ofițer german”, de către un agent al Intelligence Service. În realitate, protecția personalului misiunii germane din România nu intra în sarcina ministrului de interne, misiunea germană având propriul ei sistem de pază, iar urmărirea eventualilor teroriști cădea în sarcina lui Eugen Cristescu, omul numit de Antonescu la conducerea SSI.În fapt, Jandarmeria, principala forță a Ministerului de Interne, trecuse în subordinea directă a lui Ion Antonescu. Prin împușcarea maiorului Döring de către un agent străin, Antonescu dovedea germanilor că valul anarhiei legionare punea în primejdie însăși securitatea trupelor germane din România, așa că l-a destituit pe Petrovicescu în data de 21 ianuarie 1941. Ministrul de interne este descris ca un om depășit de evenimente.
A doua acuzație adusă lui Petrovicescu în lucrarea „Pe marginea prăpastiei”, este că „nu a îndeplinit ordinul lui Ion Antonescu de a interna în lagăre evreii intrați fraudulos pe teritoriul României”. Textul stenogramei din 29 octombrie este extrem de explicit:
„…băgați în lagăre pe toti jidanii intrați în țară clandestin, pentru că s-au apucat de comerț, de comunism, de tot felul de agitații. Să stea acolo în lagăre pîna cînd se vor hotărî să plece din țară.”
Antonescu se refera în special, la evreii polonezi refugiați în România în urma ocupării Poloniei de către Wehrmacht și Armata Roșie și care, în majoritate intraseră ilegal în România sau aveau vize expirate și, neavând alte mijloace de existență, trebuiau să se întrețină cumva și, conform cu Alex-Mihai Stoenescu, „fiind legați de licențe, de aprobări și reglementări restrictive, prin „comerț”, trebuie să înțelegem aici activități demarate prin mită, corupție, contrabandă, bursă neagră”.
Petrovicescu este acuzat din nou de către Antonescu în 10 ianuarie, că nu a îndeplinit acest ordin: „În ședința din 10 ianuarie,  Antonescu constată că un angajament luat față de țară nu a fost ținut”. Petrovicescu nu avea cum să îndeplinească acest ordin, dat fiindcă lagărele existente erau supra-aglomerate iar amenajarea altora, precum Cetățuia-Brașov, nu era terminată. În plus, nu mai dispunea nici de personalul necesar reținerii acestor persoane, dat fiindcă Jandarmeria era deja direct subordonată Conducătorului.

### Alături de Ion Antonescu la procesul din 1946
În 1946, Petrovicescu a fost arestat din nou și judecat împreună cu Ion Antonescu. În actul de acuzare prezentat în proces, lui  Petrovicescu i se imputa că a fost „unul din principalii fruntași ai Mișcării Legionare”, ceea ce explică faptul că Horia Sima i-a încredințat unul din ministerele cele mai importante, acela al Internelor”. În calitate de ministru de interne în perioada 6 septembrie 1940–21 ianuarie 1941 – se spune în Hotărârea Tribunalului – a reușit, prin atitudinea sa, „o instigare a acelor persoane care mai târziu au ordonat și inițiat înființări de ghetouri, lagăre de internare, ori deportări din motive de persecuție politică sau socială, iar crimele odioase de la Jilava nu ar fi avut loc dacă cei care le-au comis nu ar fi avut acest ordin de la superiorii lor” – se afirmă în document. Era acuzat că a contribuit "într-o largă măsură la slujirea intereselor germane hitleriste, care acaparau în mod sistematic toate proviziile de pe piața românească". De asemenea, Petrovicescu a fost acuzat de "crimă de dezastrul țării prin săvârșire de crime de război"..
Generalul (r.) Ioan Dan susține că toate aceste acuzații sunt aberații din punct de vedere juridic. „Sentința pronunțată în această cauză este de fapt o caricatură de sentință. Oricărui jurist i-ar fi fost rușine să publice o asemenea hotărâre judecatorească.”.
La proces, la întrebarea acuzatorului public "cum s-a ajuns la formarea guvernului Dvs. și Horia Sima din septembrie 1940", Ion Antonescu a dat următorul răspuns: 
„…în ceea ce privește ministerul de Interne, pentru care au fost mari și violente discuțiuni, am făcut un compromis numind pe g-ral Petrovicescu (din rezervă), care era un legionar convins, dar și un mare devotat al meu de 30 ani. Este persoana care mi-a dat cea mai mare decepție, pentru că, în loc să meargă, pe timpul guvernării regimului legionar pe linia mea, a mers pe linia Horia Sima, afirmând tot timpul contrariul, în același timp, pe baza marilor presiuni făcute asupra mea, atât prin d-nul H. Sima, cât și prin mari demonstrații în capitală și în provincie, am fost nevoit să supun regelui un decret constituțional prin care instituiam regimul legionar.”
În legătură cu afirmația lui Ion Antonescu, referitor la cele 64 de persoane împușcate în 26/27 noiembrie la Jilava, asupra căreia au existat controverse, Petrovicescu a declarat la proces că Ion Antonescu ar fi afirmat : „Nu îmi pare rău de nici unul dintre aceștia, pentru că au făcut prea mult rău acestei țări.” Atunci când Președintele, Alexandru Voitin i-a cerut lui Ion Antonescu să confirme acest lucru, acesta a afirmat că : „Aceasta nu are nici o legătură cu atitudinea mea”.

După 21 decembrie 1989 nu s-au întreprins demersuri pentru reabilitarea lui Petrovicescu, respectiv pentru anularea sentinței din 16 iunie 1941, ca și pentru anularea completă a sentinței din 17 mai 1946.
In 5 decembrie 2006, Curtea de Apel București a hotărât achitarea lui Ion Antonescu, a șefului Gărzii de Fier Horia Sima și a altor 19 membri ai Guvernului român din 1940, printre care și Petrovicescu, pentru crime de război imputate ca urmare a alianței dintre România și Germania în agresiunea contra popoarelor din Uniunea Sovietică, decizie ulterior desființată de ÎCCJ.
Sentința din 17 mai 1946, contestată în anul 2006 și reconfirmată, cu anumite amendamente, de Curtea de Apel București la 5 decembrie 2006, în urma recursului intentat de Parchetul de pe lângă Înalta Curte de Casație și Justiție procesul a fost rejudecat la Înalta Curte de Casație și Justiție care, la 6 mai 2008 a anulat sentința Curții de Apel București și a respins definitiv cererea de revizuire a sentinței date de Tribunalul Poporului din București, din 17 mai 1946.
În 2008, într-un articol ocazionat de decesul Părintelui Atanasie Ștefănescu, de la Mânăstirea Petru Vodă, fost legionar, condamnat în 1941 la 15 ani de muncă silnică la Aiud, eliberat în 1948 după rejudecarea procesului, se afirmă că acesta s-ar fi întors după eliberare la Aiud, pentru a se ocupa de memoriile lui Petrovicescu. Nu se știe dacă aceste memorii există, și nici unde se află în prezent.
Începând cu data de 7 iunie 2011, Centrul de Investigare a Crimelor Comunismului din România (CICCR) a organizat la Aiud o investigație în zona cunoscută sub denumirea de Râpa Robilor, unde au fost îngropați o parte din deținuții politici întemnițați în Penitenciarul Aiud, cu  scopul de căutare, recuperare și deshumarea osemintelor unor foști deținuți politici, după care se va încerca identificarea acestora.